# 杉本尚雄
杉本 尚雄（すぎもと ひさお　1914年4月16日  – 1970年8月10日 ）は、日本の歴史研究者。

## 経歴
熊本県鹿本郡出身。1934年熊本師範学校を卒業し、1935年東京高等師範学校文科に入学。1938年に同校を卒業し、東京文理科大学国史学専攻に入学。1941年に同学を卒業。東京高等師範学校助教授などを経て、1944年東京第二師範学校教授。その後、熊本師範学校教授となり、1949年に熊本大学助教授、1960年に同教授。
専門は日本中世史で、武士団の祭祀組織や九州地方の宮座組織、肥後菊地氏の研究を進め、1961年「中世の神社と社領」により、東京教育大学から文学博士の学位を授与される。

## 著書
- 杉本尚雄『中世の神社と社領 : 阿蘇社の研究』吉川弘文館、1959年。
- 杉本尚雄『菊池氏三代』吉川弘文館〈人物叢書〉、1966年。